# 元景皓
元景皓（？—559年），河南郡洛阳县（今河南省洛阳市东）人，追尊魏昭成帝拓跋什翼犍的后裔，河州刺史、陈留庄王元祚之子，北魏宗室。

## 生平
元景皓承袭了父亲的爵位陈留王。洛阳永明寺西有宜年里，里内有陈留王元景皓和侍中安定公胡祥等两处住宅。元景皓生性旷达，年幼时就气量很大，爱护人才，接待人士没有遗留。元景皓平素善于玄言和佛教的事业，于是将一半的住宅施舍为佛寺安置佛教徒，演唱几部大乘经律，并请经常四位佛教大师和三藏菩提流支等人参与。各个技艺方术的人都来参与。兴和四年六月丁酉（542年6月30日），元景皓的陈留王爵位得到恢复。北齐天保十年（559年），太史上奏说：“今年应当除旧布新。”齐文宣帝高洋对元韶说：“汉光武帝刘秀什么原因可以中兴汉朝？”元韶说：“是因为诛杀刘氏宗族没有杀尽。”齐文宣帝于是诛杀元氏宗族来做厌胜之术，在五月诛杀了元世道、元景式等二十五家血缘较近的北魏宗室，其余十九家也都被囚禁限制行动。七月，大肆诛杀元氏，自追尊魏昭成帝拓跋什翼犍以下的后裔全被杀光。元景皓的堂弟元景安血缘关系较远，请求改姓高。元景皓说：“怎么可以抛弃自己的宗族，追随其他的姓。大丈夫宁为玉碎，不为瓦全。”元景安向齐文宣帝报告了这些话，还牵扯到元景皓的另一堂弟元豫，说元豫也附和元景皓。元豫供称：“那时我用衣袖掩住元景皓的嘴巴，说：‘哥哥不要乱说话。’”再问元景皓当时的情形，与元豫所说相同，元豫被免罪，元景皓被收捕后诛杀，他的家属被迁徙到彭城。于是只赐给元景安一人姓高，元家其他人都任凭本姓。